# Trisetum debile
Trisetum debile är en gräsart som beskrevs av Jindřich Chrtek. Trisetum debile ingår i släktet glanshavren, och familjen gräs. Inga underarter finns listade i Catalogue of Life.